# NGC 5359
NGC 5359 is een open sterrenhoop in het sterrenbeeld Passer. Het hemelobject werd op 17 mei 1835 ontdekt door de Britse astronoom John Herschel.

## Synoniemen
- ESO 66-SC4